# Betzigau
Betzigau is een gemeente in de Duitse deelstaat Beieren, gelegen in het Landkreis Oberallgäu. De plaats telt 2.980 inwoners.

## Monumenten
- Indrukwekkende dorpskerk uit het einde van de 15e eeuw (de Pfarrkirche St. Afra)
- Magnuskapel uit 1620

## Externe link

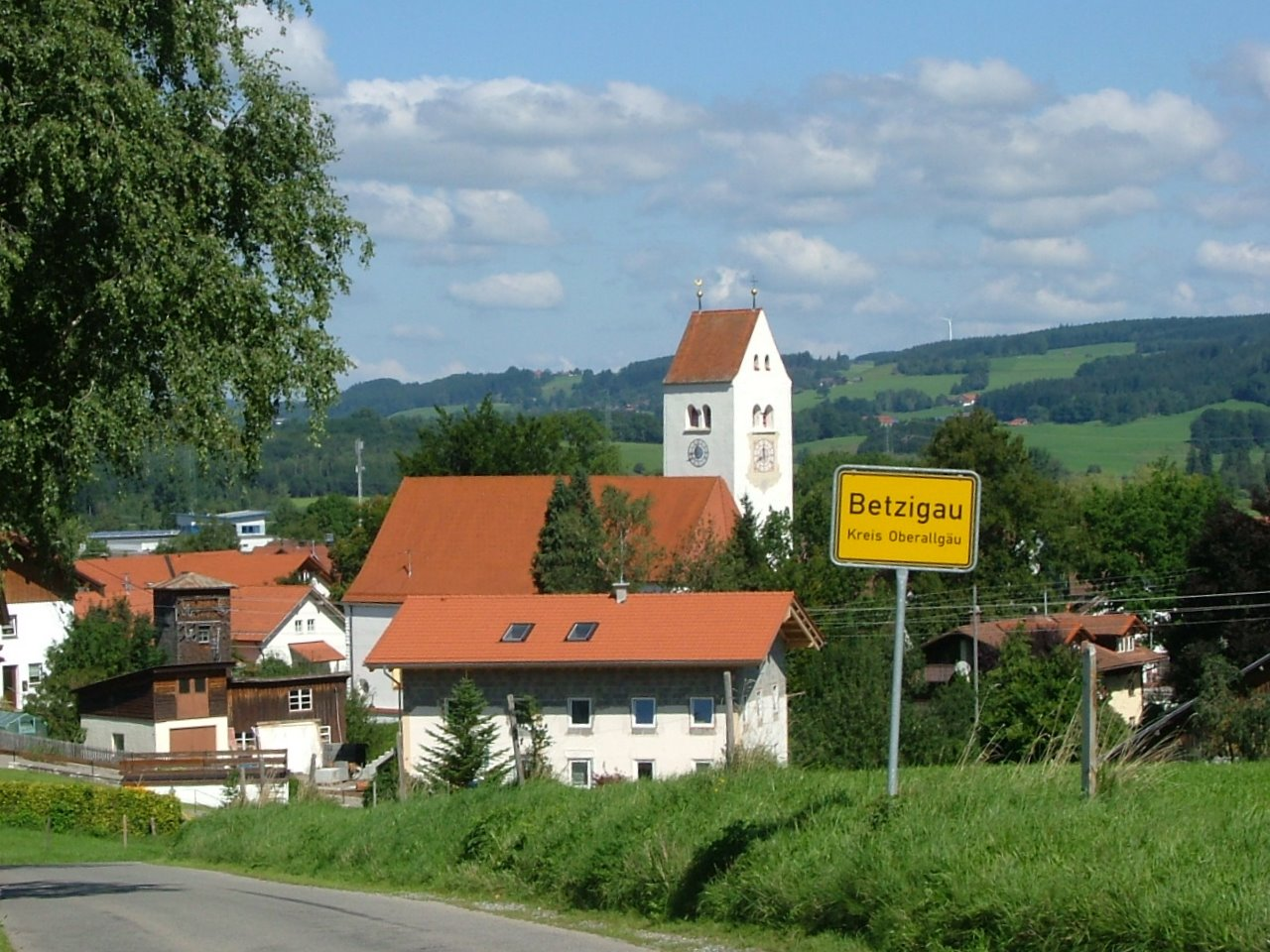
Betzigau